# Logo (programski jezik)
Logo je programski jezik, ki je zasnovan na podlagi lispa konec šestdesetih let 20. stoletja. Logo je bil in je namenjen predvsem učenju otrok in začetnikom. Kot lisp ima močne ukaze za delo s seznami. Logo je znan tudi po uporabi želvje grafike.
kvadrat 100=kvadrat,
krog 100=krog,
mnogokotnik 10 100=mnogokotnik...

### LOGO2009
Logo2009 je nova verzija loga kjer je omogočeno lažje delanje zvokov, animacij, zgodb...

## Zgled
Slika na desni je nastala z naslednjim programom:
```
to n_eck :ne :sz
repeat :ne [rt 180 / :ne fd :sz]
end

to mn_eck :ne :sz
repeat :ne [rt 180 / :ne n_eck :ne :sz]
end

mn_eck 36 20

```